# Alexander von Johnston
Karl Sebastian Alexander von Johnston (* 26. August 1791 in Ziebendorf bei Lüben; † 20. Oktober 1866 in Breslau) war ein preußischer Generalmajor.

## Leben

### Herkunft
Seine Eltern waren Hans Sebastian Rudolf von Johnston (1759–1814) und dessen Ehefrau Beate Constanze, geborene von Wrochem (1759–1831) aus dem Hause Dollenzien. Sein Vater war Herr auf Peterwitz, Landesältester des Fürstentums Neisse sowie Leutnant a. D.

### Militärkarriere
Johnston trat am 1. Januar 1803 als Standartenjunker in das Kürassierregiment „von Werther“ der Preußischen Armee ein und avancierte bis Anfang Juli 1806 zum Sekondeleutnant. Im Vierten Koalitionskrieg wurde er in der Schlacht bei Auerstedt verwundet und nach dem Frieden von Tilsit schied Johnston am 4. Mai 1808 aus der Armee aus.
Unter Aggregation des Schlesischen Kürassier-Regiments erfolgte am 11. September 1812 seine Wiederanstellung in der Preußischen Armee. Während der Befreiungskriege nahm Johnston an den Schlachten bei Großgörschen, Bautzen, Dresden, Kulm, Montmirail, Laon und Paris sowie den Gefechten bei Haynau, Liebertwolkwitz, Etoges, Issy und Sezanne teil. Bei Liebertwolkwitz erhielt er einen Stich in die Brust und wurde mit dem Eisernen Kreuz II. Klasse ausgezeichnet.
Am 25. März 1815 wurde er in das neu formierte 4. Kürassier-Regiment versetzt und am 30. März 1823 als Rittmeister dem Regiment aggregiert. Am 29. November 1823 kam Johnston als Eskadronchef in das 8. Kürassier-Regiment und stieg Mitte Juni 1839 mit der Beförderung zum Major zum etatsmäßigen Stabsoffizier auf. In dieser Stellung erhielt er Ende November 1845 das Kommandeurkreuz des Hausordens vom Weißen Falken. Am 7. Dezember 1846 beauftragte man ihn zunächst mit der Führung des 1. Ulanen-Regiments und am 13. Januar 1848 wurde er zum Regimentskommandeur ernannt. In gleicher Eigenschaft erfolgte am 3. August 1848 seine Versetzung in das 4. Kürassier-Regiment. Dort wurde er am 8. Mai 1849 zum Oberstleutnant und am 18. Januar 1851 zum Oberst befördert. Am 16. Dezember 1852 erhielt er seinen Abschied mit dem Charakter als Generalmajor. Er starb am 20. Oktober 1866 in Breslau.

### Familie
Johnston heiratete am 1. Juli 1824 Emilie von Schill (1803–1871), mit der er folgende Kinder hatte:
- Heinrich Sebastian Alexander (1825–1840)
- Henriette Karola Toska (1826–1833)
- Eleonore Henriette Klotilde (1827–1870)
- Michael Sebastian Hugo (1828–1873), preußischer Oberst ⚭ 1868 Katharina von Schwerin (1845–1928), Tochter des preußischen Generals der Infanterie Kurt von Schwerin (1817–1884), preußischer General der Infanterie
- Karl Sebastian Arthur (*/† 1830)
- Emil Sebastian Benno (* 1831), preußischer Oberst a. D. ⚭ 1865 Marie von Rosen (* 1842)
- Hermann Sebastian Adolf (1833–1891)
- Max Sebastian Heinrich (Harry) (1835–1900), preußischer Oberst a. D.

⚭ 19. Dezember 1872 Frieda Niemeyer (1851–1874)
⚭ 09. Mai 1877 Paula von Uechtritz und Steinkirch (1849–1879)
⚭ 12. Februar 1881 Wanda von Schlözer (1846–1938)